# Gornji paleolitik
Gornji paleolitik je treći ili posljednji period paleolitika ili starijeg kamenog doba koje se odnosi na Evropu, Afriku i Aziju. Ovo se razdoblje smješta u vremenski okvir od prije 40 000 do prije 10 000 godina, kad je došlo do razvoja poljoprivrede, koja označava kraj paleolitika.
Moderni ljudi (Homo sapiens sapiens) se pojavljuju prije 195 000 godina i započinju proces migracija iz Afrike prema Aziji i Europi, za vrijeme srednjeg paleolitika. Do prije 40 000 godina način života ljudi se malo mijenjao u odnosu na njihove pretke, ali je u to vrijeme, u relativno kratkom roku, došlo do razvoja kulture s regionalnim specifičnostima, razvoja novih tehnologija i učinkovitijih načina lova, a razvio se i profinjeniji smisao za estetiku. Ova se promjena od srednjeg prema gornjem paleolitiku se naziva revolucijom gornjeg paleolita. Neandertalci nastavljaju koristiti mousteriansku tehnologiju kamenog oruđa. Kojsanski narodi u Tanzaniji i Južnoj Africi su genetski u izravnom srodstvu s paleolitskim Homo sapiensima, te predstavljaju najstarije poznate ljudske kulture.
Najstariji oblici organiziranih naselja u obliku logorišta, ponekad s jamama za skladištenje hrane, mogu se pronaći u ovom razdoblju. Ova su naselja često podizana u uskim dijelovima dolina i klancima, vjerojatno da olakšaju lov na prolazeća krda životinja. Neka su logorišta vjerojatno bila naseljena tijekom cijele godine, iako se u većini slučajeva radilo o privremenim naseobinama, koje su se koristile tijekom jedne sezone. Ljudi su logorišta napuštali kako bi koristili druge izvore hrane u drugim dijelovima godine.
Tehnološki napredak je uključivao značajan razvoj proizvodnje kremenog oruđa uključujući industrije temeljene na finim oštricama umjesto jednostavnijih i kraćih krhotina. Šila izrađena od različitih materijala i kameno oruđe za struganje i poliranje omogućili su rad na kostima, rogovlju i koži. Napredna lovačka koplja i harpuni se također pojavljuju u ovom razdoblju.
Umjetnička djela onog doba doživljavaju procvat u obliku paleolitskih Venera, pećinskih slika, petroglifa te egzotičnih sirovina pronađenih daleko od mjesta proizvodnje sugerirajući nastanak trgovačkih veza među udaljenim zajednicama. Nastale su i složenije društvene grupe, kao posljedica raznovrsnijih i pouzdanijih izvora hrane i specijaliziranih vrsta alata. To je vjerojatno potaknulo jačanje grupne identifikacije ili nastanku etniciteta. Te su grupe počele stvarati specifične simbole i rituale koji su važan dio modernog ljudskog ponašanja.
Razlozi za takve promjene u ljudskom ponašanju su moguća posljedica klimatskih promjena tijekom ovog geološkog razdoblja kojeg karakterizira veliki pad globalne temperature, što je sa sobom povlačilo pogoršanje ionako teške klime u posljednjem ledenom dobu. Ove su promjene vjerojatno uzrokovale smanjenje zaliha iskoristivog drva i tjerale ljude na korištenje drugih materijala, dok je kremen postao previše krhak na niskim temperaturama te se više nije mogao koristiti kao oruđe.
Pretpostavlja se također je pojava jezika bio glavni pokretač svih ovih promjena. Složenost novih ljudskih mogućnosti ukazuje da su ljudi prije 40.000 godina bili manje u mogućnosti dalekosežno planirati, odnosno da je govor sve to promijenio. Ova hipoteza nije široko prihvaćena, s obzirom na to da se ljudska filogenetska separacija dogodila u srednjem paleolitiku.

## Kulture
- aurignacien
- gravettien
- solutréen
- magdalénien

## Vanske poveznice
|  | Zajednički poslužitelj ima još gradiva o temi Gornji paleolitik |

- Revolucija gornjeg paleolitika